# МКБ «Компас»
Московское конструкторское бюро «Компас» — российское предприятие по разработке и производству радионавигационной аппаратуры. Первый руководитель Владимир Борисович Пестряков, в дальнейшем за свой труд получивший звание профессора и Заслуженного деятеля науки. Предприятие является одним из основных российских разработчиков профессиональной навигационной аппаратуры потребителя для ГЛОНАСС и GPS навигации, а также радиокомпасов для летательных аппаратов. Входит в состав Государственной корпорации «Ростех».

### История
ОАО "Московское конструкторское бюро «Компас» старейшее российское предприятие по разработке и производству радионавигационной аппаратуры.
Ещё в 1918 году в Москве на базе Московского радиозавода «Темп» было создано специальное конструкторское бюро для разработки авиационных бортовых радионавигационных приборов (автоматические радиополукомпасы), без которых в дальнейшем не обходился ни один советский гражданский или военный самолёт.
В 48-м году конструкторское бюро выделено из состава Московского Радиозавода «Темп» с получением статуса Московского конструкторского бюро «Компас». Новое предприятие возглавил талантливый радиоспециалист Владимир Борисович Пестряков, получивший в дальнейшем за свой труд звание профессора и Заслуженного деятеля науки. Он сумел создать коллектив высококвалифицированных специалистов-инженеров, выполнивший не один десяток научно-исследовательских и опытно-конструкторских разработок. Так в послевоенный период созданы и серийно изготавливались несколько поколений радиокомпасов: АРК-9, АРК-10, АРК-10М, АРК-11, АРК-15М, АРК-19, АРК-22, которые за высокие технические качества и надежность летчики называли «золотой стрелкой». Радионавигационными системами (РНС) длинно- и средневолнового диапазонов РСВТ-1 «Луга», РЛ-10 «МАРС-75» , БРАС-3, РС-10 «Кальмар» разработки МКБ «Компас» было оборудовано все побережье бывшего СССР.
В 1970—1980-х годах на все летательных аппаратах были установлены унифицированный ряд приемоиндикаторов РНС дальнего действия А-723 (в ВВС) и РЩ (в ВМФ) и автоматический радиокомпас второго поколения АРК-25, разработанные МКБ «Компас». Их особенностью была возможность определения места по сигналам как отечественных, так и зарубежных РНС, что позволило авиации намного эффективнее решать боевые задачи на значительно больших удалениях от аэродромов и в районах, слабо оборудованных средствами пространственного ориентирования. В гражданской авиации РНС А-723 успешно работала с системой «Омега» (США) и на внутреннем рынке вытеснила дорогостоящую импортную аппаратуру, в частности фирм «Дайнел» (США) и «КрузоСерсел» (Франция). Поворотным для КБ событием стало создание многоканальных приемоиндикаторов спутниковых РНС ГЛОНАСС и GPS.
До сих пор МКБ «Компас» остаётся единственным в России разработчиком авиационных радиокомпасов. Сегодня предприятие поставляет для отечественных самолётов и вертолётов радиокомпасы АРК-35-1, АРК-32, АРК-М и АРК-УД. По основным характеристикам они не уступают, а по показателям стойкости к воздействию внешних факторов (температура, давление, вибрация, акустический шум, перегрузки и пр.) превосходят зарубежные аналоги.
Огромный опыт по внедрению разработанных изделий в производство и размещение на самолётах военной и гражданской авиации и высокий профессиональный уровень инженеров и специалистов «Компаса» позволял им всегда быть на первой линии научно-технического прогресса. Так, МКБ первым в стране и одним из первых в мире применило в своих изделиях транзисторы вместо радиоламп и монтаж схем на печатных платах, ещё в начале 60-х годов одним из первых перешло на цифровую обработку сигнала параллельно с применением первых интегральных схем, а также стало пионером в применении микрокомпьютеров в радионавигационной аппаратуре.
Научно-техническая революция второй половины 80-х годов, появление спутниковых радионавигационных систем ГЛОНАСС (Россия) и GPS (США), в частности, появление сверхбольших интегральных схем и т. п. не застали МКБ врасплох. Специалисты «Компаса» первыми создали унифицированный ряд приёмоиндикаторов, работавших по сигналам радионавигационных систем с наземным базированием и спутниковых систем первого поколения и успешно стали создавать бортовую аппаратуру этих систем для высокодинамичных объектов — самолётов и ракет самого разного назначения.

### Основные направления деятельности
Основными направлениями деятельности ОАО "МКБ «Компас» являются:
I. Ракетно-космическая и авиационная отрасли (в интересах вооружённых сил и гражданского сектора):
- разработка и производство систем и средств навигационного обеспечения для военно-воздушных сил и гражданской авиации[2];
- разработка и производство аппаратуры для ракетно-космической техники;
- разработка и производство имитаторов сигналов спутниковых навигационных систем;
- разработка и производство систем поиска и спасения[3].

II. Судостроение (в интересах вооружённых сил, нефтяной и газовой промышленности и проч.):
- разработка и производство спутниковых систем посадки летательных аппаратов на корабли, суда и морские нефтяные платформы различного типа[4];
- разработка и производство мобильных (модульных) многофункциональных морских портов (причальных сооружений)[5][6][7];
- разработка и производство автономных позиционных станций мониторинга водной среды;
- разработка подводных роботизированных средств[8].

III. Производство высокоточных боеприпасов:
- разработка элементов систем управления высокоточным оружием для боеприпасов класса «воздух — поверхность» и «поверхность — поверхность»[9][10].

IV. Приборостроение (в интересах гражданского сектора):
- разработка и серийное производство автомобильных GPS / ГЛОНАСС навигаторов[11], применяемых, в том числе, в качестве абонентского оборудования Государственной системы экстренного реагирования при авариях (система «ЭРА-ГЛОНАСС»);
- серийное производство системы мониторинга интермодальных грузовых перевозок, функционирующей с использованием сигналов спутниковых навигационных систем GPS / ГЛОНАСС;
- разработка система точного определения местоположения и управления движением локомотивов с использованием спутниковых радионавигационных систем GPS / ГЛОНАСС.

Важным направлением деятельности ОАО "МКБ «Компас» является информационно-аналитическая работа по поиску и отбору инновационных проектов создания высокотехнологичной промышленной продукции и критических технологий в рамках Государственной корпорации «Ростех» (Межотраслевой инновационный центр).
ОАО "МКБ «Компас» обладает собственной современной научно-технической и производственной базой, которые обеспечивают оперативную разработку и запуск серийного производства продукции приборостроения. Конструкторское бюро осуществляет научно-исследовательские и опытно-конструкторские работы и поставляет продукцию в интересах российских и иностранных заказчиков.

## Разработки
Аппаратура МКБ Компас размещена и эксплуатируется в самолётах и вертолётах: 10В, 10К-6, Су-24М2, Су-25 (Су-25М2, Су-25СМ-1, Су-25ТМ, Су-25УБМ), Су-27СМ1, Су-30 (Су-30МКК-1, Су-30КИ, Су-30М1), Су-32М, Су-33, Су-35 (Су-35, Су-35УБ), Ил-38, Ил-20, Ту-22М3, Ту-95МС, МиГ-29 (МиГ-29СМТ, МиГ-29УБТ), Ми-24ПН, Ми-8МТ, Ка-31, Ка-27.
ОАО "МКБ «Компас» стало одним из первых российских предприятий, выпустивших персональный малогабаритный спутниковый навигатор, работающий по сигналам ГЛОНАСС / GPS.